# Bingeby

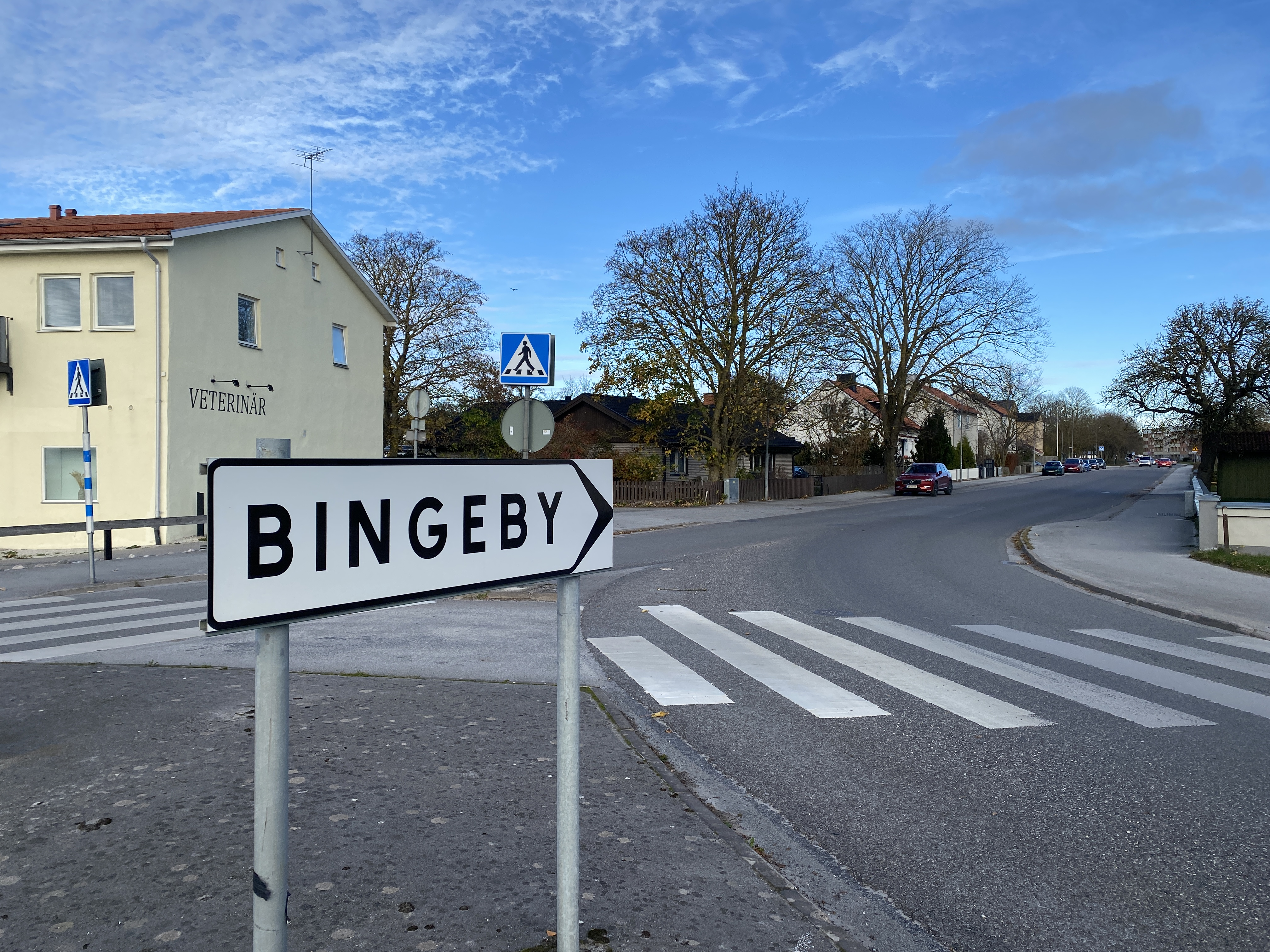
Tjelvarvägen mot Bingeby

Bingeby är en stadsdel i Visby. Den gränsar till Skarphäll och Östercentrum. Det bor cirka 3 000 personer i Bingeby. I området finns vårdcentral med tandläkare och Korpens rehabiliteringsanläggning. Närhet till friskvårdsanläggning och i angränsande kvarter (kvarteret Melonen) finns utomhusbassäng.

## Idrott och lek
I Bingeby finns en stor lekpark med utegym och kulle i anslutning till fotbollsplan. År 2024 invigdes även en tillgänglighetsanpassad temalekplats med "godsaks"-tema i området. Lekplatsen innehåller ramper, kontrastmarkeringar och lekredskap utformade som polkagrisar, klubbor och lakritsfigurer.

## Demografi
Enligt en rapport från P4 Gotland och SCB har Bingeby den högsta andelen singelhushåll på Gotland, med cirka 33 % av hushållen bestående av ensamstående utan barn.

## Planerad bebyggelse
Under 2025 pågår samråd om en detaljplan för ett nytt äldreboende med cirka 70 lägenheter på fastigheten ”Tomaten 1” i östra Bingeby.